# Elizabeth Jolley
Elizabeth Jolley (n. 4 iunie 1923 — d. 13 februarie 2007) a fost o scriitoare australiană.

## Premii și nominalizări
- 1983: The Age Book of the Year Award pentru Mr Scobie's Riddle
- 1983: Western Australian Premier's Book Awards pentru Mr Scobie's Riddle'
- 1985: New South Wales Premier's Literary Awards, Christina Stead Prize for Fiction pentru Milk and Honey
- 1986: Miles Franklin Award pentru The Well
- 1988: Officer of the Order of Australia (AO) pentru contribuția ei în literatura australiană
- 1988: Western Australlian Institute of Technology Honorary Doctorate
- 1989: The Age Book of the Year Award, co-câștigatoare pentru My Father's Moon
- 1989: Canada/Australia Literary Award
- 1993: The Age Book of the Year Award, co-câștigatoare pentru The George's Wife
- 1993: Western Australian Premier's Book Awards, Premier's prize pentru Central Mischief
- 1994: National Book Council Award, Banjo pentru The George's Wife
- 1995: Macquarie University Honorary Doctorate
- 1997: Australian Living Treasure
- 1997: University of Queensland Honorary Doctorate
- 1998: Miles Franklin Award nominalizat pentru Lovesong

## Opere

### Romane
- Palomino (1980)
- The Newspaper of Claremont Street (1981)
- Miss Peabody's Inheritance (1983)
- Mr Scobie's Riddle (1983)
- Milk and Honey (1984)
- Foxybaby (1985)
- The Well (1986)
- The Sugar Mother (1988)
- My Father's Moon (1989)
- Cabin Fever (1990)
- The Georges' Wife (1993)
- The Orchard Thieves (1995)
- Lovesong (1997)
- An Accommodating Spouse (1999)
- An Innocent Gentleman (2001)

### Nuvele și piese de teatru
- Five Acre Virgin and Other Stories (1976)
- The Travelling Entertainer and Other Stories (1979)
- Woman in a Lampshade (1983)
- Off the Air: Nine Plays for Radio (1995)
- Fellow Passengers: Collected Stories of Elizabeth Jolley (1997)

### Non-ficțiune
- Central Mischief: Elizabeth Jolley on Writing, Her Past and Herself (1992)
- Diary of a Weekend Farmer (1993)
- Learning to Dance: Elizabeth Jolley: Her Life and Work (2006)

1. ↑  Autoritatea BnF, accesat în 10 octombrie 2015
2. ↑  Australian Honours Search Facility
3. ↑   https://www.sl.nsw.gov.au/awards/nsw-literary-awards/christina-stead-prize-fiction Lipsește sau este vid: |title= (ajutor)